# 卡爾巴特冰川
65°9′S 62°49′W / 65.150°S 62.817°W
卡爾巴特冰川（Carbutt Glacier），是南極洲的冰川，位於葛拉漢地的葛拉漢海岸，最終在馬多克斯峰以東注入古德溫冰川，在1954年由阿根廷政府繪入地圖，現時由南極條約體系管理。